# John Ray
John Ray (till 1670 John Wray, latin Rajus), född 29 november 1627 i Black Notley, Essex, England, död 17 januari 1705 i Black Notley, var en engelsk präst och naturvetare, som är känd som den engelska naturhistoriens fader.
John Ray skrev viktiga arbeten om botanik, zoologi och naturteologi. I Historia Plantarum klassificerade han växter i ett viktigt steg mot en modern taxonomi. Ray avvisade den diktoma taxonomin som inordnade efter egenskaper eller typsystem, och använde i stället yttre likheter och skillnader som grund. Han var därmed en förespråkare för empiri, och stred mot skolastikernas rationalism.
1676 publicerade John Ray sin och Francis Willughbys Ornithologia som många idag anser vara startskottet för ornitologin i Europa.

## Biografi
John Ray föddes i en liten by i Black Notley. Hans far var troligen smed. Vid sexton års ålder började han vid Catharine Hall, Cambridge, och fortsatte studierna vid Trinity College. 1651 började han själv undervisa där, först i grekiska, och sedan i flera andra ämnen. 
Som seden var, fick han även hålla predikan för universitetet fastän han ännu inte var prästvigd. Några av hans predikningar blev mycket berömda, som The Wisdom of God in the Creation och The Chaos, Deluge and Dissolution of the World. Han var även en uppskattad föreläsare, och bland hans elever fanns Francis Willughby. 23 december 1660 blev han prästvigd.
1661 kunde han inte förmå sig till att skriva under Act of Uniformity, och lämnade college 1662. 1663 företog han, Willughby, och några andra av hans elever, en resa till kontinenten. Han hade tidigare rest genom Storbritannien. Dessa resor skrev han om i Observations topographical, moral, and physiological, made on a Journey through part of the Low Countries, Germany, Italy, and France (1673).
Under dessa resor samlade han och Willughby ihop en stor samling växter och djur, men Willughby dog 1672 och efterlämnade då verk i ornitologi och iktyologi som Ray fick redigera innan de kunde ges ut. 
1670 gav han ut Catalogus plantarum Angliae (1670) som ligger till grund för alla senare floror i Storbritannien. Andra betydande verk var Methodus plantarum nova (1682). Hans huvudverk, Historia generalis plantarum, gavs ut i tre volymer 1686, 1688 och 1704.
1667 invaldes han i Royal Society. Han gifte sig med Margaret Oakley från Launton 1673, 1679 flyttade han tillbaka till Black Notley, där han senare avled. Han förde ett tillbakadraget liv, och led av dålig hälsa. Dagarna fyllde han med arbete och författande.

## Verk
Rays första bok var Catalogus plantarum circa Cantabrigiam nascentium (1660, med bilagor 1663 och 1685), vilken han skrev med sin amicissimus et individuus comes, John Nid. I denna listar han växter alfabetiskt, men i slutet skissar han upp en klassifikation som är självständig från Caspar Bauhins. Växternas lokalisering är minutiöst beskrivna, och studenter vid Cambridge kan ännu finna dem där Ray pekat ut dem. Verket visar påverkan från Joachim Jung från Hamburg, som dött 1657 utan att ha låtit ge ut sina verk, men Ray hade fått manuskripten av Samuel Hartlib 1660.
De två första upplagorna av Catalogus plantarum Angliae (1670, 1677) är likaledes alfabetiskt strukturerade, men i Synopsis stirpium rum (1690, 1696) är den klassifikation utvecklad som han börjar använda i Methodus plantarum nova (1682).
Methodus bygger i det mesta på Andrea Cesalpino och Jung, och är ännu mer påverkad av Robert Morison. Han utgår ifrån hjärtblad i klassifikationen, men skillnaden mellan enhjärtbladiga växter och tvåhjärtbladiga växter upptäcktes först av Nehemiah Grew (1641-1712). Dessvärre skilde han i taxonomin mellan träd och blommor.
Systematiken i Methodus utvecklades ännu mer i Historia plantarum. I den beskriver han 18625 arter. Han kunde dock inte bestämma sig för vilket system han skulle använda, och i olika upplagor reviderade han sitt arbete, och var omväxlande frukticist och corollist, i det senare influerad av Joseph Pitton de Tournefort.
Rays forskningsfält rymde verk i zoologi, dels genom redigeringen av Willughby, dels i egna arbeten. Dessa verk behandlar däggdjur, reptiler, fiskar och insekter. Han samlade även ordspråk som han gav ut. Hans tryckta predikningar blev oerhört populära och översattes till flera språk.

## Betydelse
John Ray räknas som en av de främsta inom den brittiska botanikens historia. Han fick även stort erkännande internationellt, eftersom Carl von Linné använde sig av hans Historia Plantarum när han skapade sin systematik.
Auktorsnamnet Ray kan användas för John Ray i samband med ett vetenskapligt namn inom botaniken; se Wikipediaartiklar som länkar till auktorsnamnet.